# Bryconops
Genre
Bryconops est un genre de poisson d'eau douce d'Amérique du Sud de la famille des Characidae. Communément appelé "saltadores" ou "jumpers" (sauteurs). Ils vivent généralement dans les eaux claires et acides. 

## Liste des espèces
Selon FishBase (25 juin 2015):
- Bryconops affinis (Günther, 1864)
- Bryconops alburnoides Kner, 1858
- Bryconops caudomaculatus (Günther, 1864)
- Bryconops colanegra Chernoff & Machado-Allison, 1999
- Bryconops colaroja Chernoff & Machado-Allison, 1999
- Bryconops collettei Chernoff & Machado-Allison, 2005
- Bryconops cyrtogaster (Norman, 1926)
- Bryconops disruptus Machado-Allison & Chernoff, 1997
- Bryconops durbini (Eigenmann, 1908)
- Bryconops giacopinii (Fernández-Yépez, 1950)
- Bryconops gracilis (Eigenmann, 1908)
- Bryconops humeralis Machado-Allison, Chernoff & Buckup, 1996
- Bryconops imitator Chernoff & Machado-Allison, 2002
- Bryconops inpai Knöppel, Junk & Géry, 1968
- Bryconops magoi Chernoff & Machado-Allison, 2005
- Bryconops melanurus (Bloch, 1794)
- Bryconops piracolina Wingert & Malabarba, 2011
- Bryconops transitoria (Steindachner, 1915)
- Bryconops vibex Machado-Allison, Chernoff & Buckup, 1996

## Bibliothèque
- Chernoff, B. & A. Machado-Allison (1997). Bryconops disruptus (Characiformes-Characidae, una nueva especie de pez de la cuenca del Río Negro en Brasil y Venezuela. Acta Biologica Venezuelica, 17(2):67-75.
- Chernoff, B. & A. Machado-Allison (1999). Bryconops colaroja and B. colanegra, two new species from the Cuyuni and Caroni drainages of South America. Ichth. Explor. Freshwaters, Vol. 10(4): 355-370.
- Chernoff, Barry & Machado-Allison, Antonio (2005). "Bryconops magoi and Bryconops collettei (Characiformes: Characidae), two new freshwater fish species from Venezuela, with comments on B. caudomaculatus (Günther)". Zootaxa 1094: 1–23. Includes a key.
- Chernoff, B, A. Machado-Allison, P. Buckup & R. Royero (1994). Systematic status and neotype designation for Autanichthys giacopinni Fernandez-Yepez, with comments on the morphology of Bryconops melanurus (Bloch). Copeia, 1:238-242.
- Chernoff,B. A. Machado-Allison, F. Provenzano, P. Willink & P. Petry (2002). Bryconops imitator a new species of freshwater fish from the Rio Caura, Venezuela. Icht. Explor. Freshwaters, 13 (3): 193-202
- Machado-Allison, A., B. Chernoff, P. Buckup & R. Royero (1993). Las especies de Género Bryconops Kner, 1858 en Venezuela (Teleostei, Characiformes). Acta Biologica Venezuelica, 14(3):1-20.
- Machado-Allison, A., B. Chernoff y P. Buckup (1996). Bryconops humeralis y B. vibex, dos nuevas especies del Género Bryconops Kner, 1858 para Venezuela. Acta Biologica Venezuelica, 16(2):43-58.